# Élie Lainé
Pour les articles homonymes, voir Lainé.
Ne doit pas être confondu avec Émile Lainé.
Élie Lainé, né le 11 janvier 1829 à Brain-sur-l'Authion, en Maine-et-Loire, où il est mort le 9 novembre 1911, est un architecte paysagiste français, principalement connu pour la restauration des jardins du château de Vaux-le-Vicomte, l'aménagement du terrain à Waddesdon Manor et la création de nombreux parcs et jardins pour le roi des Belges Léopold II.

## Biographie
Lainé naît en 1829 à Brain-sur-l'Authion, en Maine-et-Loire, d'une famille de petits exploitants agricoles. Il travaille comme jardinier à Angers, avant de s'établir comme architecte paysagiste. Il s'établit en 1879 dans le quartier du Petit-Montrouge, à Paris. En 1898, il retourne dans sa ville natale, où il meurt en 1911 à l'âge de 82 ans.

## Projets en Angleterre et en France
Son premier projet d'envergure en tant qu'architecte paysagiste est commandité par Ferdinand de Rothschild, dont le manoir de Waddesdon Manor, dans le Buckinghamshire, en Angleterre, est conçu par l'architecte parisien Hippolyte Destailleur. Lainé travaille Waddesdon pendant au moins onze ans, à aménager des sentiers et des terrasses, à planter des arbres matures, et à transformer cette colline sauvage et boueuse en un des plus beaux jardins d'Angleterre.
À Vaux-le-Vicomte, en Seine-et-Marne, Lainé est engagé par le nouveau propriétaire du château, Alfred Sommier, à partir de 1876 pour restaurer les jardins classiques dessinés par André Le Nôtre au xviie siècle. Tandis qu'Hippolyte Destailleur s'occupe de la restauration du château, Lainé travaille sur le parc, qui était à l'abandon depuis de nombreuses années. Il pose des kilomètres de tuyaux afin d'alimenter 20 des grands points d'eau et élève le niveau de tout le jardin d'environ 20 cm afin d'ajouter de la terre végétale fraîche. En 1891, la presse française se réjouit de la restauration complète des jardins, qui ont retrouvé leur éclat d'antan.
Lainé travaille également pour d'autres clients en France : à partir de 1881, il aménage le parc du château d'Armainvilliers, en Seine-et-Marne, pour Edmond de Rothschild, et conçoit en 1887 le parc du château de Vouzeron, dans le Cher, pour le baron Eugène Roger (1850–1906).

## Projets en Belgique
À partir de 1889, Lainé est engagé par le roi Léopold II, sur recommandation de Ferdinand de Rothschild. Parmi les travaux qu'il entreprend pour le souverain, on trouve les jardins néoclassiques du Palais des Colonies (qui abrite désormais le musée royal de l'Afrique centrale), créé pour l'Exposition universelle en 1897 à Tervuren ; le parc de Woluwe de Bruxelles ; le parc du château royal d'Ardenne, le domaine du château royal de Ciergnon et celui de Villers-sur-Lesse, dans le sud de la Belgique. Il produit un plan directeur pour la ville côtière d'Ostende, où le roi passe ses étés, et dessine les parcs et jardins de différentes villas du roi dans le Sud de la France. Son dernier projet connu est le parc de Jenneret, dans les Ardennes, pour le baron Paul de Favereau, ministre des Affaires étrangères, en 1905.

## Héritage
Bon nombre de ses projets sont toujours visibles aujourd'hui, mais très peu de plans et documents de sa main sont parvenus jusqu'à nous. Au début du xxie siècle, son nom a été confondu avec celui de l'architecte vendéen Émile Lainé (1863-1930), qui s'est vu attribuer erronément la paternité de nombreux projets bruxellois.

## Hommage
Un square de Bruxelles porte son nom, en bordure du parc de Forest.

## Galerie

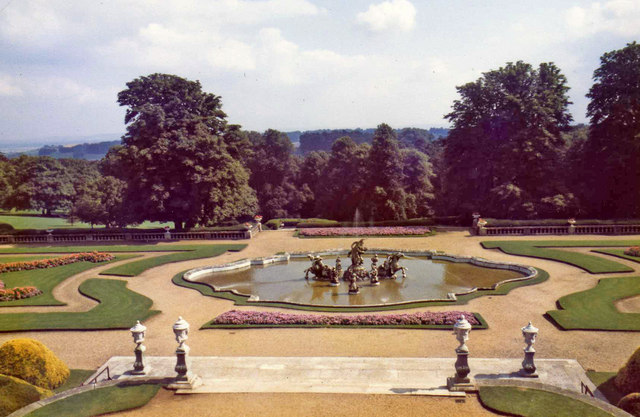
Jardins de Waddesdon Manor
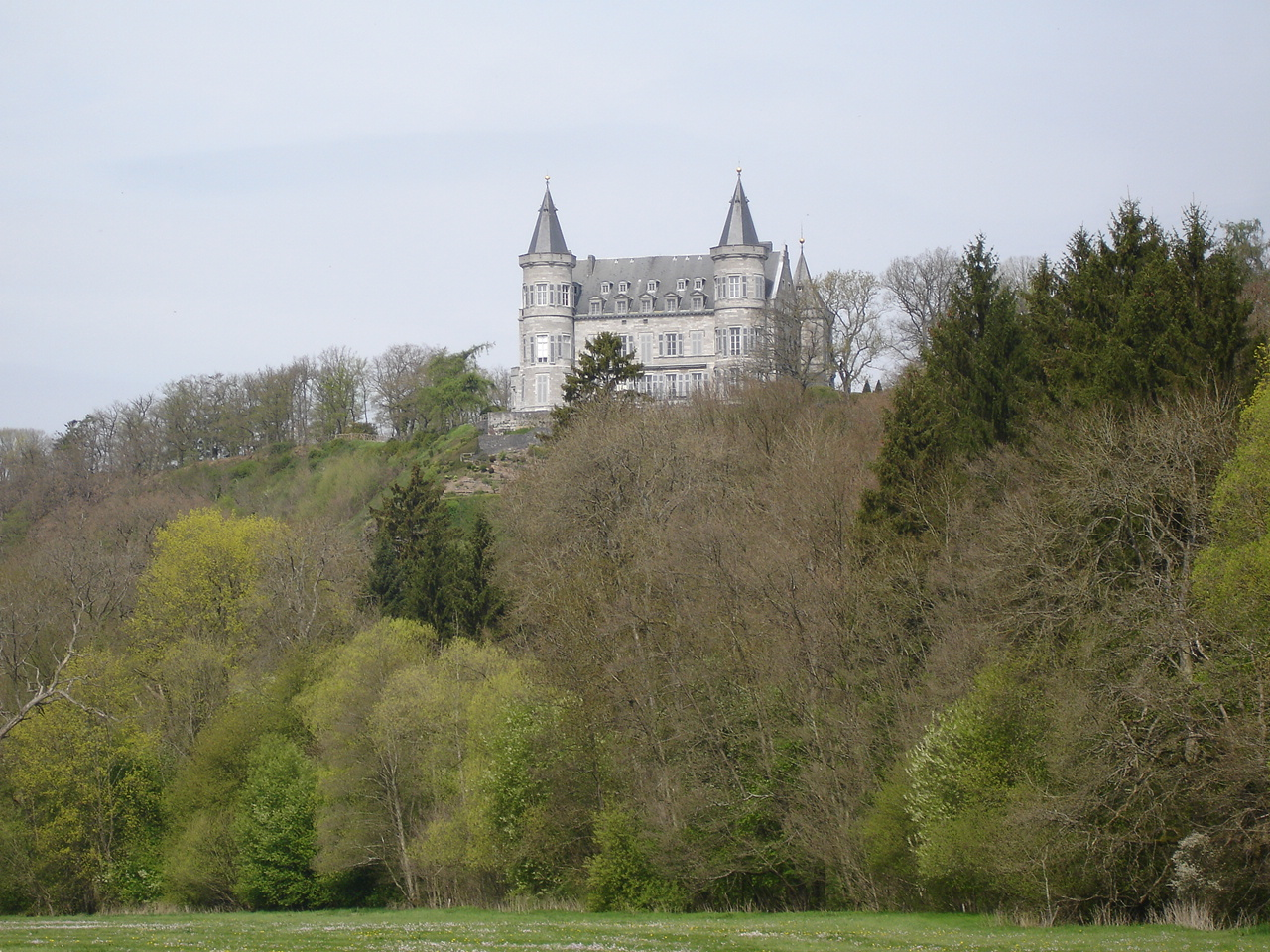
Château royal de Ciergnon
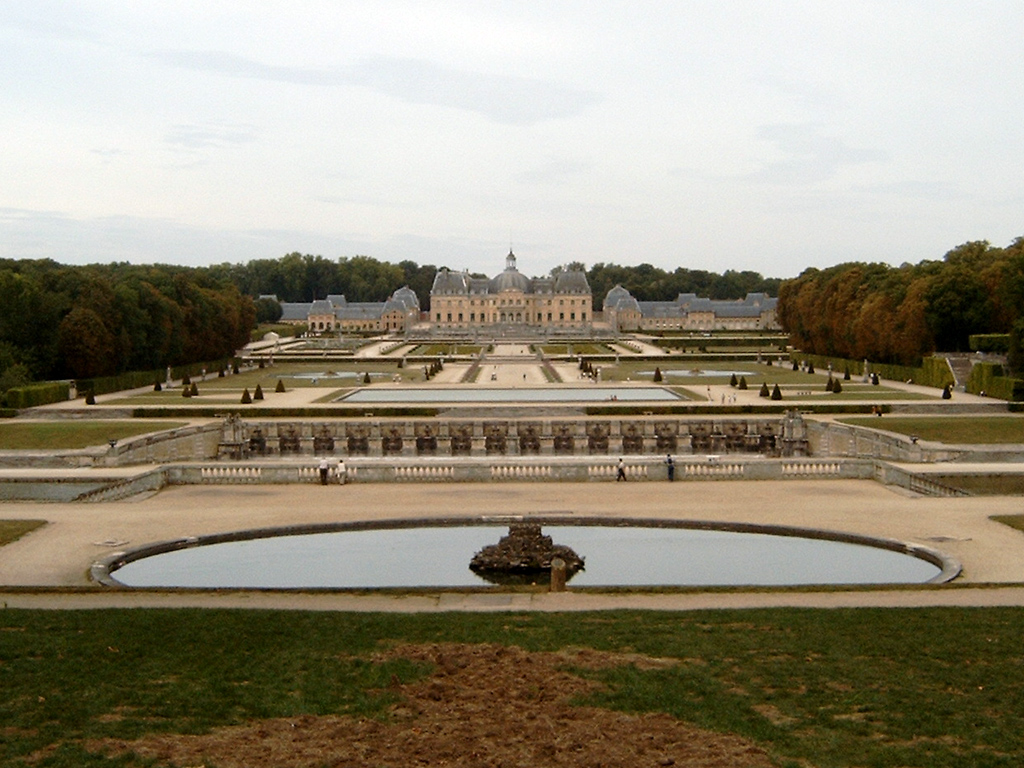
Jardins de Vaux-le-Vicomte après restauration
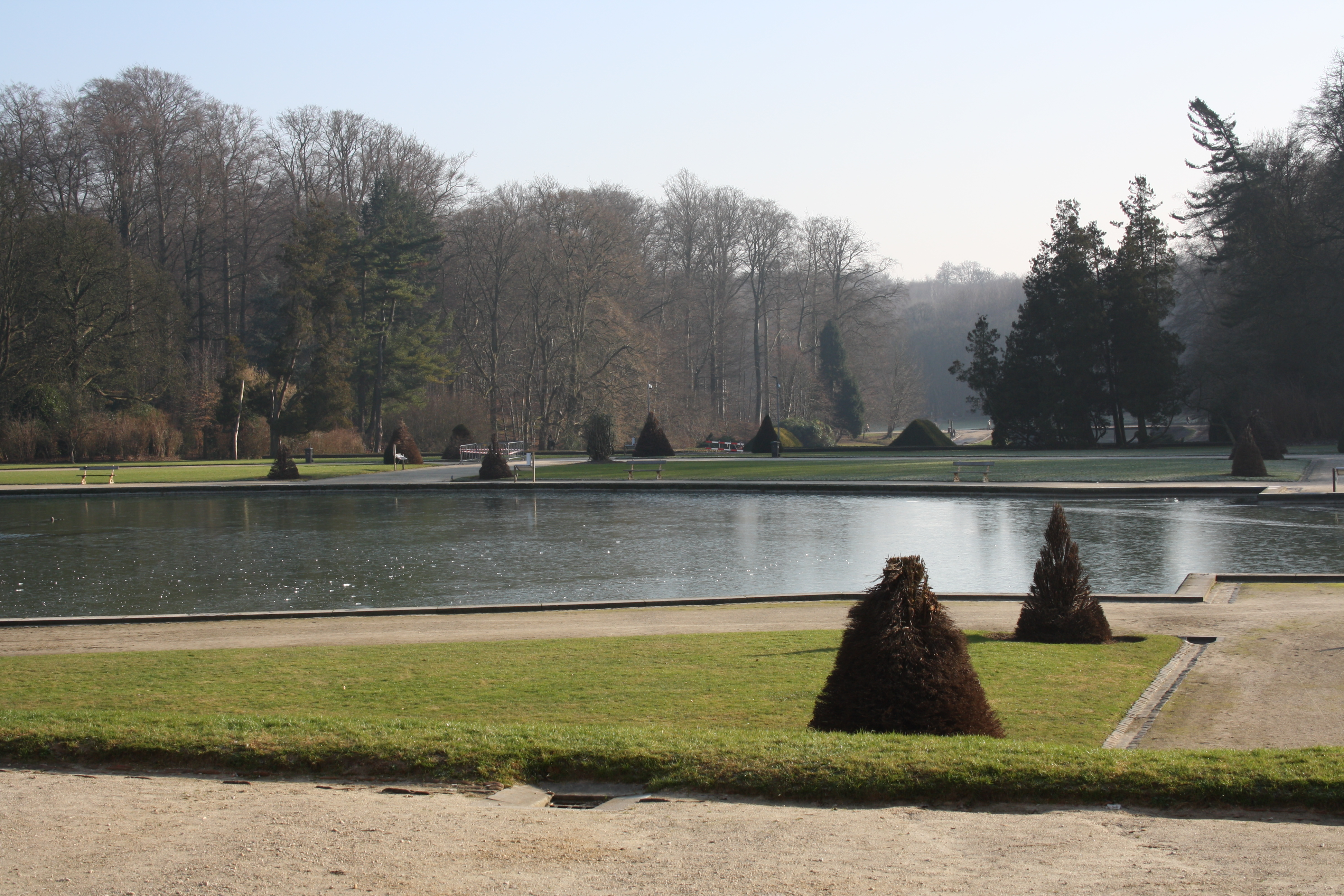
Jardin classique à Tervuren
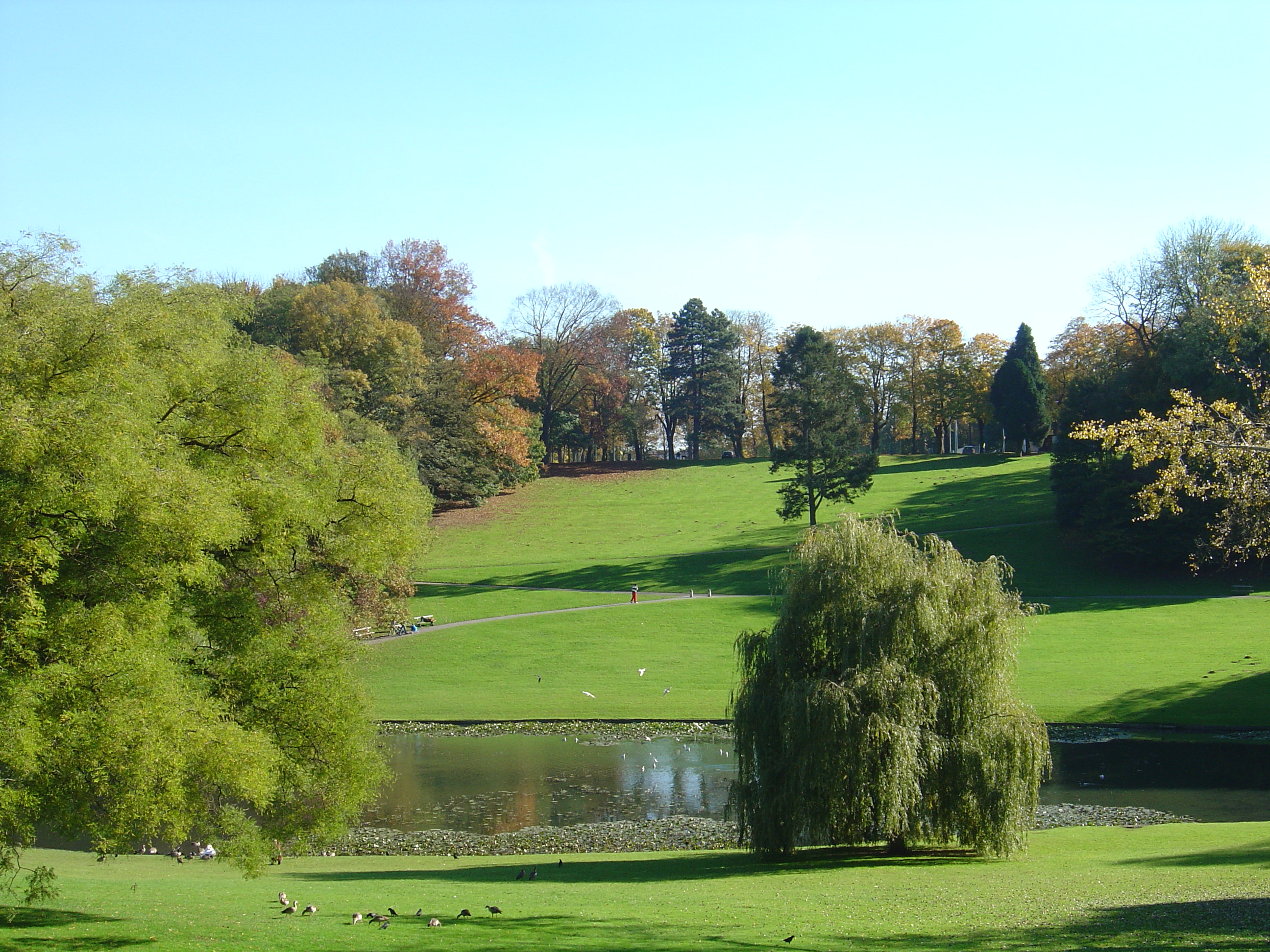
Parc de Woluwe (Bruxelles)
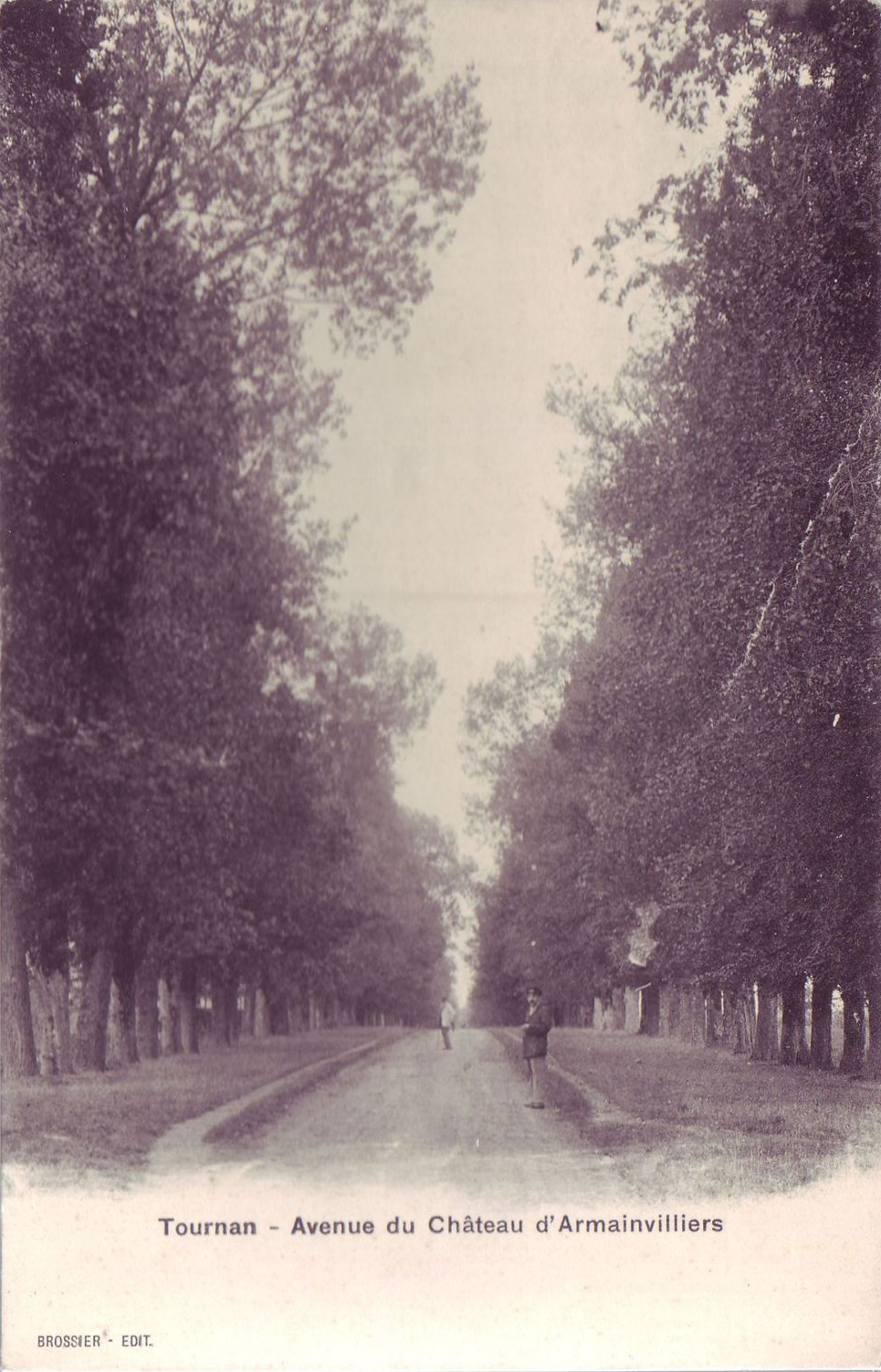
Avenue du château d'Armainvilliers
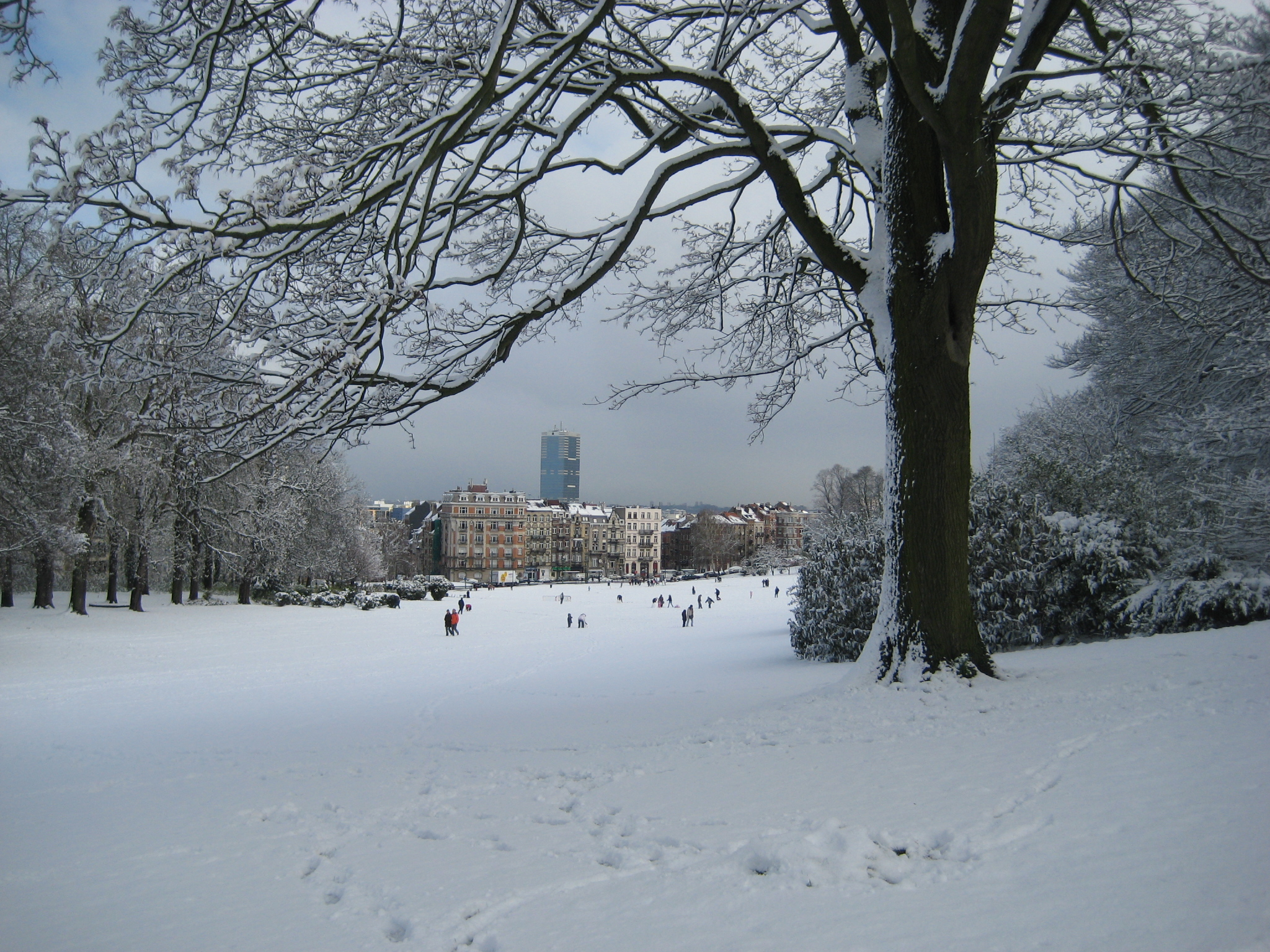
Parc de Forest (Bruxelles)
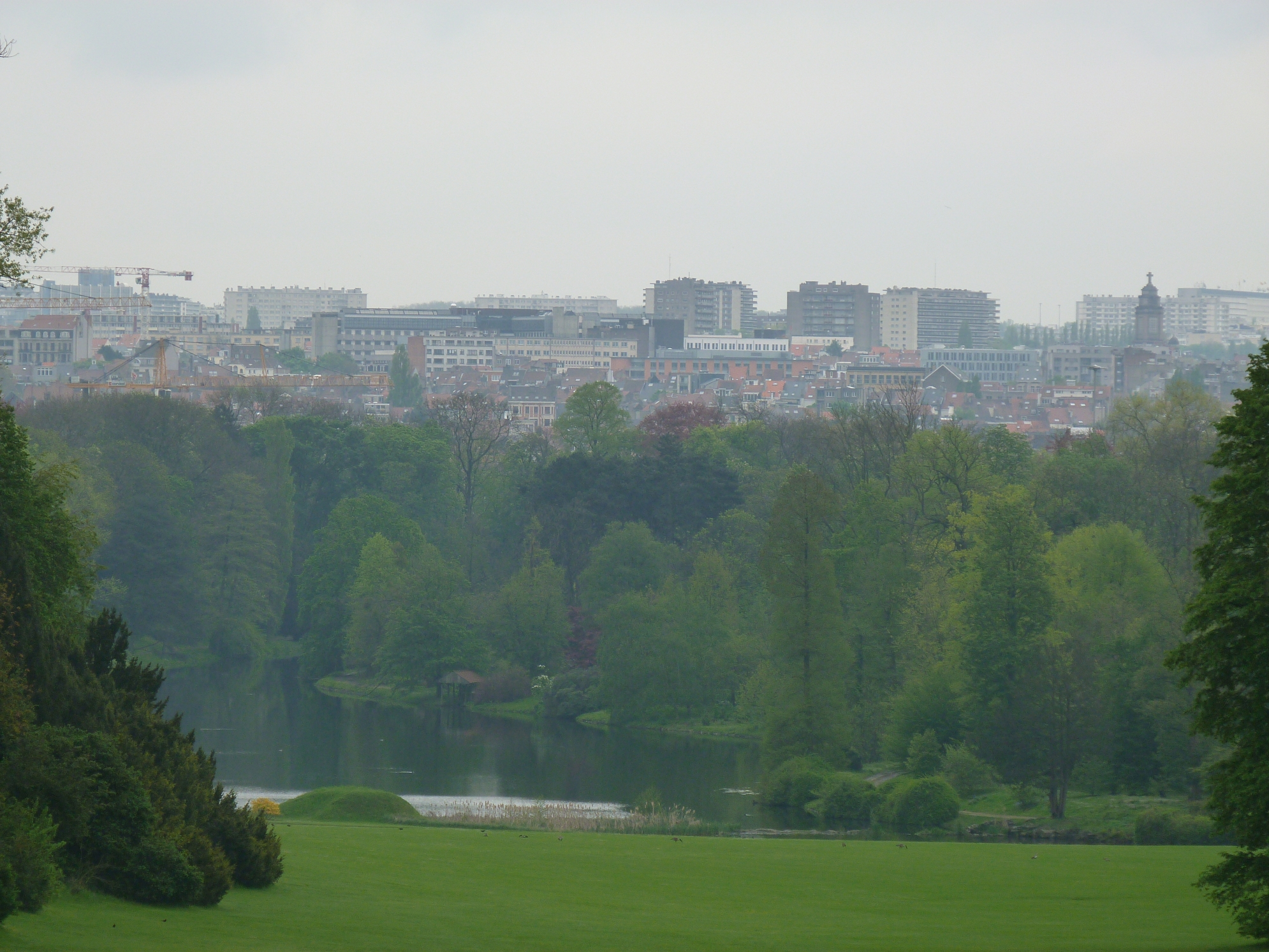
Domaine royal de Laeken
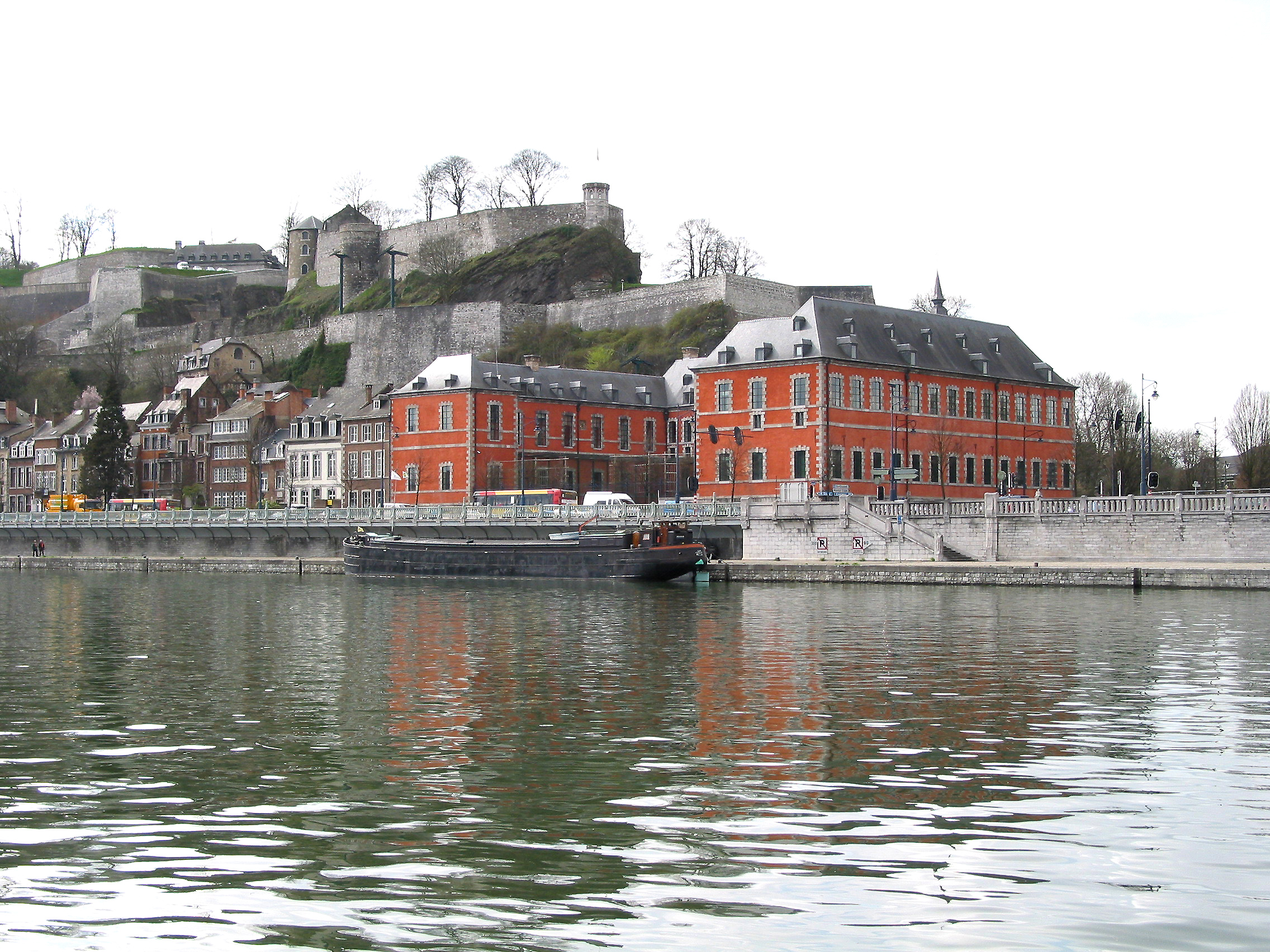
Routes pour la circulation à la citadelle de Namur.
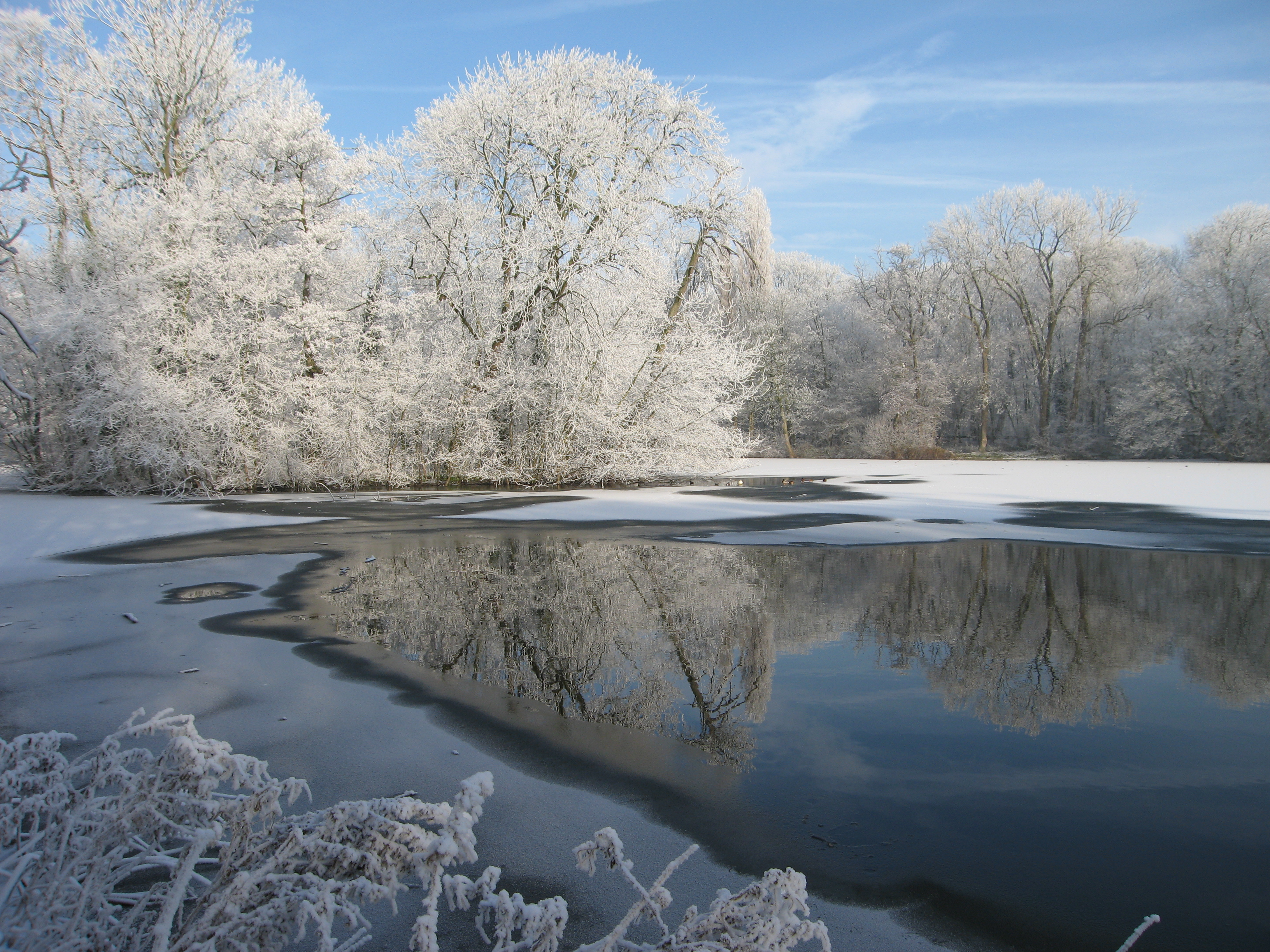
Parc Marie-Henriette (Ostende)